# 格倫斯瀑布
格倫斯瀑布（英語：Glens Falls）是美国纽约州沃伦县的一座城市，是格倫斯瀑布大都会统计区的中心城市。2010年美国人口普查时人口为14700人。它的名字是以约翰内斯·格伦上校起的，其中所提及的「瀑布」位於城南哈德逊河。
格倫斯瀑布位于沃伦县的东南角，北部、东部和西部邻近昆斯伯里镇，南部接哈德逊河和萨拉托加县。格倫斯瀑布被称为“美国家乡”，这个称呼源于1944年《展望》杂志的一个标题。过去它也被称为“帝国之城”。

## 历史
格倫斯瀑布位于爱德华堡和威廉亨利堡之间，因此在英法北美战争和美國獨立戰爭中这里爆发了多次战役。在独立战争里当时的村落两次几乎完全被焚毁，迫使居住在那里的貴格會人到1783年战争结束为止放弃这个居住点。1864年、1884年和1902年村里还发生过大火。
这个地方原来叫“切旁图克”，意思是“难以绕开的地方”。欧洲移民把它改为“转角”。1766年它被改名为温斯瀑布，这个名字是以建立这个居民点的贵格会人领袖亚伯拉罕·温和哈德逊河上的瀑布命名的。1788年温对该地的所有权转给约翰内斯·格伦。这个转手的原因有多个不同的传说：讨债、玩牌输了，或者是朋友之间互相交换地盘。格伦把村的名字改为格倫斯瀑布。
1808年村上设立一座邮局，1839年格倫斯瀑布正式被认证为村。村庄不断扩大，最后1908年州议会认证它是一座城市。
2003年昆斯伯里同意格倫斯瀑布收纳0.20平方千米的地。当时这块地是空的，就位于州际公路87号的东边。为了符合州的法律保持收纳地面完整，谢尔曼大街上一条狭窄的800米长的地面也被收纳。作为收纳的结果，格倫斯瀑布和昆斯伯里共同拥有州际公路的这段路线。

## 历史遗迹

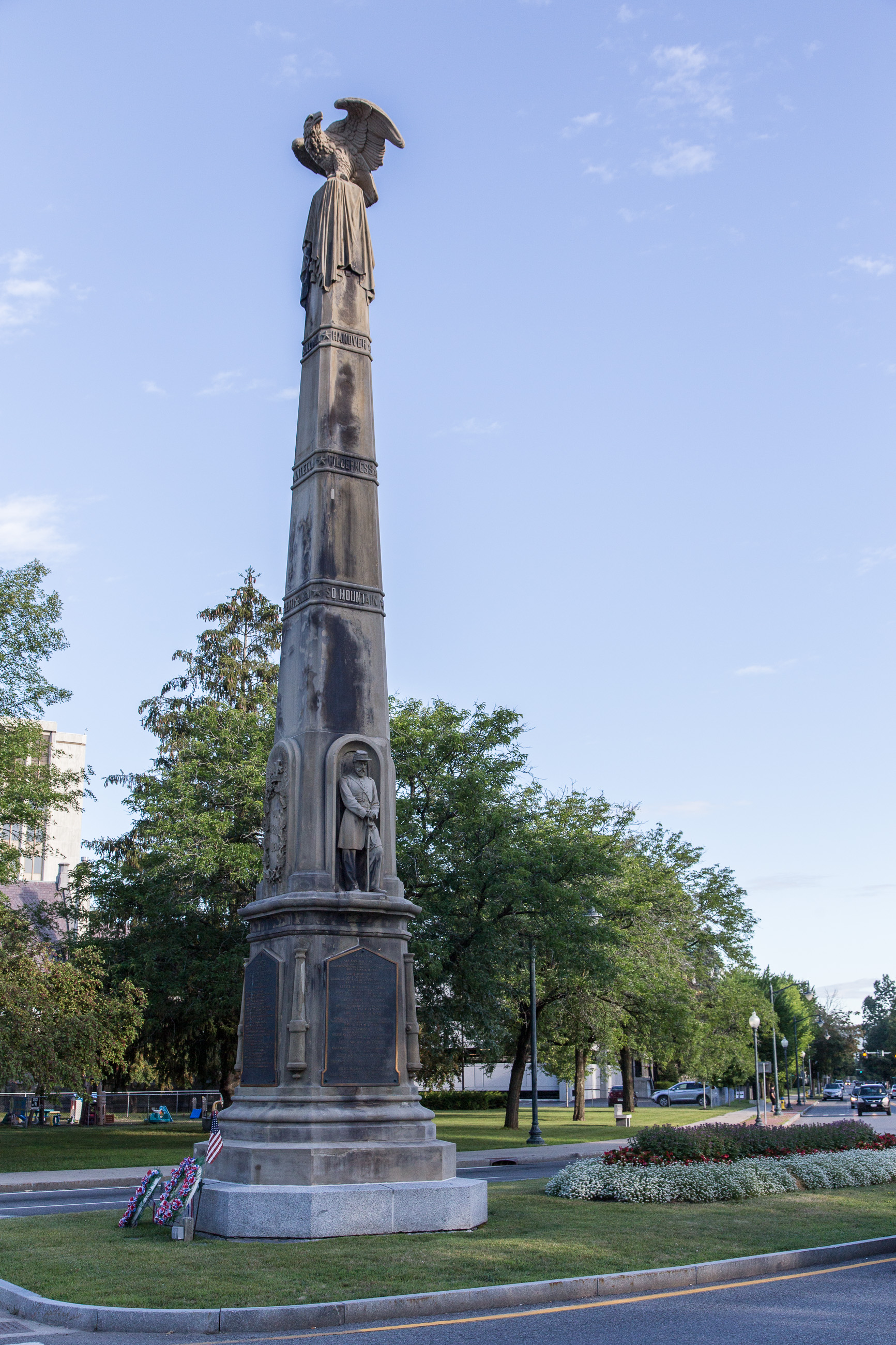
美国内战纪念碑

格倫斯瀑布有两个区被列入國家史蹟名錄和相应的纽约州史迹名录。弗雷代拉大街历史区包括一系列独特的水泥建筑物。三广场历史区包括市中心商业区的大部分。
克兰多尔公共图书馆的历史可以回溯到1893年，但是一直到1931年城市广场边上的图书馆建筑建成为止它才获得一个固定的建筑。它的建筑占据的地是企业家亨利·克兰多尔捐赠的。查尔斯·A·普拉特是它的设计师，罗伯特·莱茵兰德是建筑师。1969年老建筑被翻修和扩建。此后2008年11月它再次被翻修和扩展，在这次扩建中1969年的扩建被拆除。今天它是南阿迪朗代克图书馆系统的成员。
美国内战纪念碑是一座石灰岩方尖碑,位于格兰街、南街和湾街交叉处。纪念塔是1872年建造的，纪念644名参加美国内战的昆斯伯里人。在战争中死亡的95名参战者的名字刻在碑上。碑上列出众多战争中的战役。
左菲·德朗大厦里今天是格倫斯瀑布/昆斯伯里历史协会的总部和查普曼历史纪念馆。这座希臘復興式和第二帝国式建筑位于格兰街和贝肯街交叉处。建筑所在的地盘上还包括一座安女王式车库。
格倫斯瀑布灌水运河上有一座水电站。这条运河大约是1820年建造的，其目的是给香普兰运河灌水。19世纪初纽约州运河系统对该州的经济发展非常重要。石灰岩、大理石、木材和农业产品从运河街的码头运出。
第一长老会教堂的教会是1803年成立的。目前的教堂是它的第五座，是1929年建造的。其设计师是拉尔夫·亚当斯·克兰姆，风格是新哥特式。
阿默斯特堡街附近是过去的阿默斯特堡。这座堡垒已经不存在了，但是当地的部分木结构地基在1880年就已经有记录了。这座堡垒位于爱德华堡和威廉亨利堡之间，喬治湖上游。在英法北美战争中英国建造了这个堡垒系统来抵御法国对其殖民地北部边界的入侵。在安堡附近有一座重建的堡垒可以参观。
海德大厦是建筑师罗伯特·莱茵兰德和亨利·福布斯·拜格楼建造的，它由三座复兴式住房组成，今天里面是一座世界著名的欧洲、美洲和现代艺术博物馆。其主展览是私人收藏，展出在它原本的收藏地点。
1864年一场大火把格倫斯瀑布中心商业区大多数建筑焚毁。今天位于市中心格倫斯瀑布最老的建筑是城市很少的几座1864年前建造的建筑之一。这座1815年建造的砖石建筑位于一座小丘下面。里面现在是一座铁匠铺。
贵格会集会厅是一座意大利式建筑，建于1875年，原来里面没有暖气。
圣玛丽-圣亚丰索地区天主教学校原名圣玛丽学院，是一座哥特复兴式建筑，由拉尔夫·亚当斯·克兰姆设计。建筑被列入國家史蹟名錄。它的大厅里有两层楼高的彩色玻璃窗。
2013年在市政府附近树立的一块纽约州历史世纪碑牌纪念美国现代画家威廉米娜·韦伯·佛朗。佛朗的最后十年生活在格倫斯瀑布并在这里教书。

## 地理和气候
根据美国人口调查局数据，格倫斯瀑布面积10平方千米，其中9.8平方千米为陆地面积，水域面积为0.2平方千米，占总面积的2.54%。
城市位于哈德逊河畔，阿第倫達克山脈内，邻近薩拉托加縣。
| Glens Falls, NY, 1981–2010 normals | Glens Falls, NY, 1981–2010 normals | Glens Falls, NY, 1981–2010 normals | Glens Falls, NY, 1981–2010 normals | Glens Falls, NY, 1981–2010 normals | Glens Falls, NY, 1981–2010 normals | Glens Falls, NY, 1981–2010 normals | Glens Falls, NY, 1981–2010 normals | Glens Falls, NY, 1981–2010 normals | Glens Falls, NY, 1981–2010 normals | Glens Falls, NY, 1981–2010 normals | Glens Falls, NY, 1981–2010 normals | Glens Falls, NY, 1981–2010 normals | Glens Falls, NY, 1981–2010 normals |
| 月份                               | 1月                                | 2月                                | 3月                                | 4月                                | 5月                                | 6月                                | 7月                                | 8月                                | 9月                                | 10月                               | 11月                               | 12月                               | 全年                               |
| ---------------------------------- | ---------------------------------- | ---------------------------------- | ---------------------------------- | ---------------------------------- | ---------------------------------- | ---------------------------------- | ---------------------------------- | ---------------------------------- | ---------------------------------- | ---------------------------------- | ---------------------------------- | ---------------------------------- | ---------------------------------- |
| 平均高温 °F（°C）                  | 28.7 (−1.8)                        | 32.9 (0.5)                         | 42.6 (5.9)                         | 56.8 (13.8)                        | 68.2 (20.1)                        | 76.8 (24.9)                        | 81.1 (27.3)                        | 79.1 (26.2)                        | 70.8 (21.6)                        | 58.4 (14.7)                        | 46.6 (8.1)                         | 34.2 (1.2)                         | 56.4 (13.6)                        |
| 平均低温 °F（°C）                  | 8.9 (−12.8)                        | 11.2 (−11.6)                       | 21.6 (−5.8)                        | 33.9 (1.1)                         | 44.0 (6.7)                         | 53.4 (11.9)                        | 58.0 (14.4)                        | 56.4 (13.6)                        | 47.7 (8.7)                         | 36.4 (2.4)                         | 28.6 (−1.9)                        | 17.2 (−8.2)                        | 34.8 (1.6)                         |
| 平均降水量 （mm）                  | 2.86 (73)                          | 2.08 (53)                          | 2.94 (75)                          | 2.98 (76)                          | 3.61 (92)                          | 3.55 (90)                          | 4.09 (104)                         | 3.68 (93)                          | 3.37 (86)                          | 3.50 (89)                          | 3.30 (84)                          | 3.05 (77)                          | 39.01 (992)                        |
| 平均降水天数（≥ 0.01 in）          | 11.6                               | 9.4                                | 10.7                               | 11.3                               | 12.6                               | 12.0                               | 11.0                               | 10.9                               | 9.3                                | 10.8                               | 11.4                               | 11.3                               | 132.3                              |
| 来源：NOAA                         |                                    |                                    |                                    |                                    |                                    |                                    |                                    |                                    |                                    |                                    |                                    |                                    |                                    |

## 人口
| 调查年     | 人口   | 备注   | %±    |
| ---------- | ------ | ------ | ----- |
| 1850       | 2,717  |        | —     |
| 1860       | 3,780  |        | 39.1% |
| 1870       | 4,500  |        | 19.0% |
| 1880       | 4,900  |        | 8.9%  |
| 1890       | 9,509  |        | 94.1% |
| 1900       | 12,613 |        | 32.6% |
| 1910       | 15,243 |        | 20.9% |
| 1920       | 16,638 |        | 9.2%  |
| 1930       | 18,531 |        | 11.4% |
| 1940       | 18,836 |        | 1.6%  |
| 1950       | 19,610 |        | 4.1%  |
| 1960       | 18,580 |        | −5.3% |
| 1970       | 17,222 |        | −7.3% |
| 1980       | 15,897 |        | −7.7% |
| 1990       | 15,023 |        | −5.5% |
| 2000       | 14,354 |        | −4.5% |
| 2010       | 14,700 |        | 2.4%  |
| 2016年估计 | 14,328 | [ 19 ] | −2.5% |
| sources:   |        |        |       |

2000年人口调查时格倫斯瀑布有14354名居民，分6267个户，3415个家庭。市内的人口密度为每平方千米1447.0人。市内居民里96.54%为美国白人、1.30为非裔美国人、0.15%是美国土著人、0.42%是亚裔美国人、0.01%是太平洋土著人、0.33%是其他人种。1.24%是混血儿。西班牙裔或拉丁美洲裔的人占1.39%。
市内的6267个户里29.0%有18岁以下的未成年人、36.3%是结婚夫妇、13.7%是带孩子的但是妇女、45.%不是家庭、36.7%是单身汉、12.0%有65岁以上的老年人。平均每户2.25人，平均每个家庭2.98人。
市民种24.4%在18岁以下、9.0%在18到24岁间、31.9%在25到44岁之间、21.0%在45到64岁之间、13.7%在65岁以上。平均年龄为36岁。女子对男子的性别比为100：92.4，成年人的性别比为100：87.4。
每户平均年收入为30222美元，家庭的平均年收入为42266美元。男子的平均年收入为29283美元，女子的平均年收入为21606美元。人均年收入为18137美元。约12.0%的家庭和14.8%的人口生活在贫困线以下，其中包括21.7%的未成年人和9.4%的老年人。

## 金融和工业

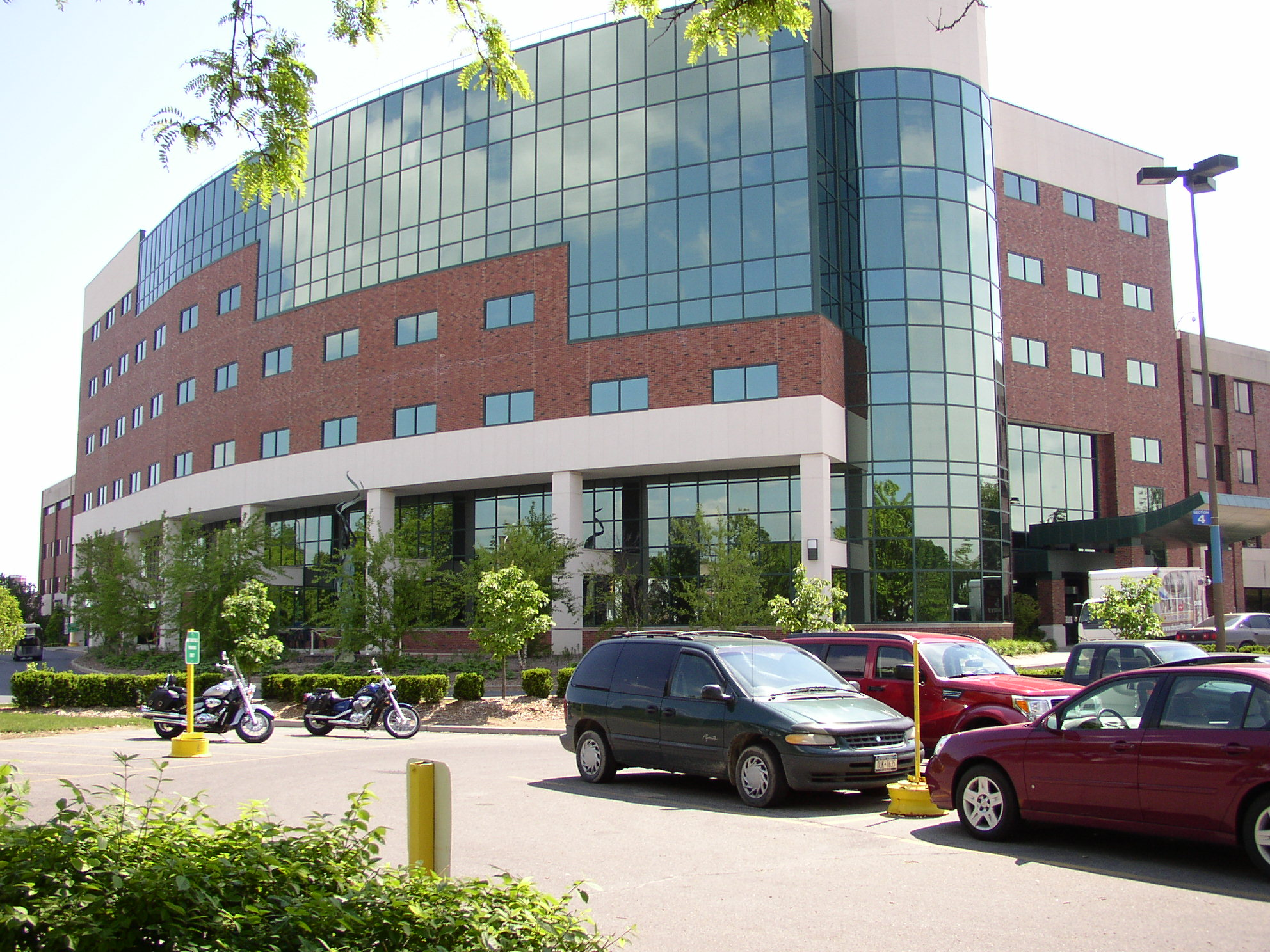
格倫斯瀑布议员的东北楼

格倫斯瀑布地区是一个重要的医疗器械生产地。医疗器械生产商Navilyst Medical的总部在这里。这个公司是从輝瑞和波士顿科学公司的地方分支衍生出来的。格倫斯瀑布也为从南边的薩拉托加縣一直到北边的阿第倫達克山脈中部这个巨大地方提供医学服务。格倫斯瀑布医院是这个服务的中心，它有410个病床，位于格倫斯瀑布的市中心。医院是1897年成立的，本来计划为整个哈德逊河上游河谷提供医学服务。医院最早的建筑是所罗门·帕克斯把自己的家捐献给的。今天的建筑被多次广泛更改、扩大和现代化来符合社群的需要。它也是当地的急救中心。它今天是当地最大的雇主。VA门诊设施为退伍军人提供服务。
生产工业和社群阀门的领先企业Danfloss Flomatic Corporation的总部位于格倫斯瀑布。生产基于银的导体的比利时公司优美科也位于格倫斯瀑布。
芬奇纸业有限公司生产特殊纸和林业产品，是当地的一个重要雇主。2006年它在格倫斯瀑布拥有6000万美元产业，是城市最大的纳税者。2007年6月中公司把所有的产业，包括其林地卖给澳昇控股有限公司。后来澳昇控股有限公司把所有林地卖给大自然保护协会。
格倫斯瀑布水泥公司起家于1893年，今天属于海德堡水泥。
格倫斯瀑布的金融业在当地占主导地位，历史悠久。箭牌金融的总部在市中心，它包括格倫斯瀑布国家银行和信用公司（1851年设立）和萨拉托加国家银行和信用公司。前格倫斯瀑布第一国家银行，今天的长荣银行，设立于1853年，今天属于美国北方银行。冒险投资公司Advantage Capital Partners的纽约总部位于格倫斯瀑布市中心。

## 文化、媒体和娱乐

### 艺术和剧院
整个大格倫斯瀑布地区拥有丰富的戏剧制作历史。查尔斯·伍德剧院有300个坐席，每年夏天举办阿第倫達克戏剧节，一个专业非盈利表演新的和当代剧作和音乐剧的戏剧节。伍德剧院还全年上演众多杂技和文化节目。这个剧院是2003年在格倫斯瀑布的中心开办的。过去这个建筑是一个沃尔沃斯的百货商店，今天它为周边社群带来文化和戏剧。剧院是以当地的一名企业家命名的。格倫斯瀑布的戏剧社群在当地已经活跃近75年了。
下阿第倫達克地区艺术委员会促进格倫斯瀑布地区的艺术，组织每年的艺术节，并开办一个全年开放的艺术馆。
格倫斯瀑布有一个市立专业交响乐团。30年来他们不断演奏古典音乐。从1965年到1997年是专业剧团乔治湖歌剧节的总部，它每年上演数部歌剧。此后剧团迁往薩拉托加泉并改名为萨拉托加歌剧团。
格倫斯瀑布有三座博物馆。海德画廊是一座世界级欧洲和美洲艺术收藏。查普曼历史博物馆展出当地历史。此外还有一座儿童博物馆展出文化多样性。
公众眼目中的艺术是一个位于格倫斯瀑布的非盈利艺术组织。它的目标在于建立当地的艺术社群和企业之间的关系，给成名的和未来的艺术家做广告，通过文化活动和展览使更多人接触艺术。组织的活动包括第三周四活动，在5月到10月之间每个月第三个周四他们在约20个格倫斯瀑布市中心传统的或者非传统的场地举办。
衬衫工厂艺术和疗养中心位于一个过去的衬衫工厂里，今天里面有50多名艺术家的艺术家作坊、13个商店和画展、疗养艺术和服务。建筑物是1900年代初建造的，定期向公众开放。此外里面的艺术家每年9月开放他们的作坊以及庆祝当地的产品。
格倫斯瀑布有一座九一一纪念碑。纪念在世界贸易中心和五角大楼受恐怖攻击时丧身的人。纪念碑由一座12英尺高，类似世界贸易中心外形的花岗岩和类似五角大楼的花岗岩墙组成。纪念碑里还有一块世界贸易中心的钢块。它是从纽约持久借来的。

### 报纸
《邮星》是在格倫斯瀑布发布的一份日报，大约发行2.7万份（周日约3万份）。报纸的对象是格倫斯瀑布、萨拉托加以及周边沃倫縣、萨拉托加县和華盛頓縣的乡镇。报纸从1895年开始创办，从1909年开始持续发行至今。2009年其编辑马克·马霍尼因他的地方政府评论获得新闻普利策奖。
《记事》是一份免费周报，夏季的发行量为3.7万份，其它时间的发行量为2.7到3.1万份。它是1980年开办的。

### 电台
格倫斯瀑布有多个地区性电台。

### 体育
格倫斯瀑布长期参加冰球小联赛。阿第倫達克红翼队在1979年到1999年之间在阿第倫達克比赛，四次获得美国冰球联盟考尔德杯冠军。2004年到2006年之间参加联合冰球联盟的阿第倫達克冰鸨队驻扎在格倫斯瀑布。从2009年到2014年格倫斯瀑布是阿第倫達克幽灵的驻地。2014年5月16日卡爾加里火焰宣布阿第倫達克火焰将参加美国冰球联盟。火焰参加一个赛季后美国冰球联盟大幅度重组其赛组，火焰把它的队转到斯托克顿。取而代之地把参加东海岸冰球联赛的阿第倫達克雷鸣转到格倫斯瀑布。
格倫斯瀑布的东赛场是参加帝国美式足球联赛的格倫斯瀑布绿装的主场地。绿装从1928年组建开始是美国第二老的半专业美式足球队。2008年和2009年他们获得帝国联赛冠军，2009年还获得北大西洋地区冠军。
格倫斯瀑布龙队是一个参加学院夏季棒球联赛棒球队。该队2003年组建。它的主赛场是东球场。
2016年12月9日格倫斯瀑布竞技者宣布2017年将参加加拿大-美国室内美式足球联赛。2017年8月格倫斯瀑布竞技者将2018年参加美国室内联赛。

## 休闲和体育设施

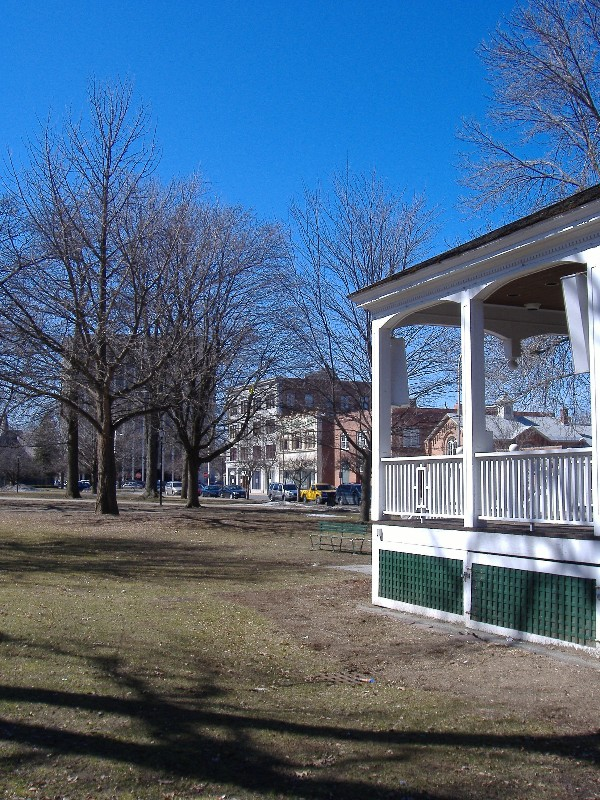
市公园

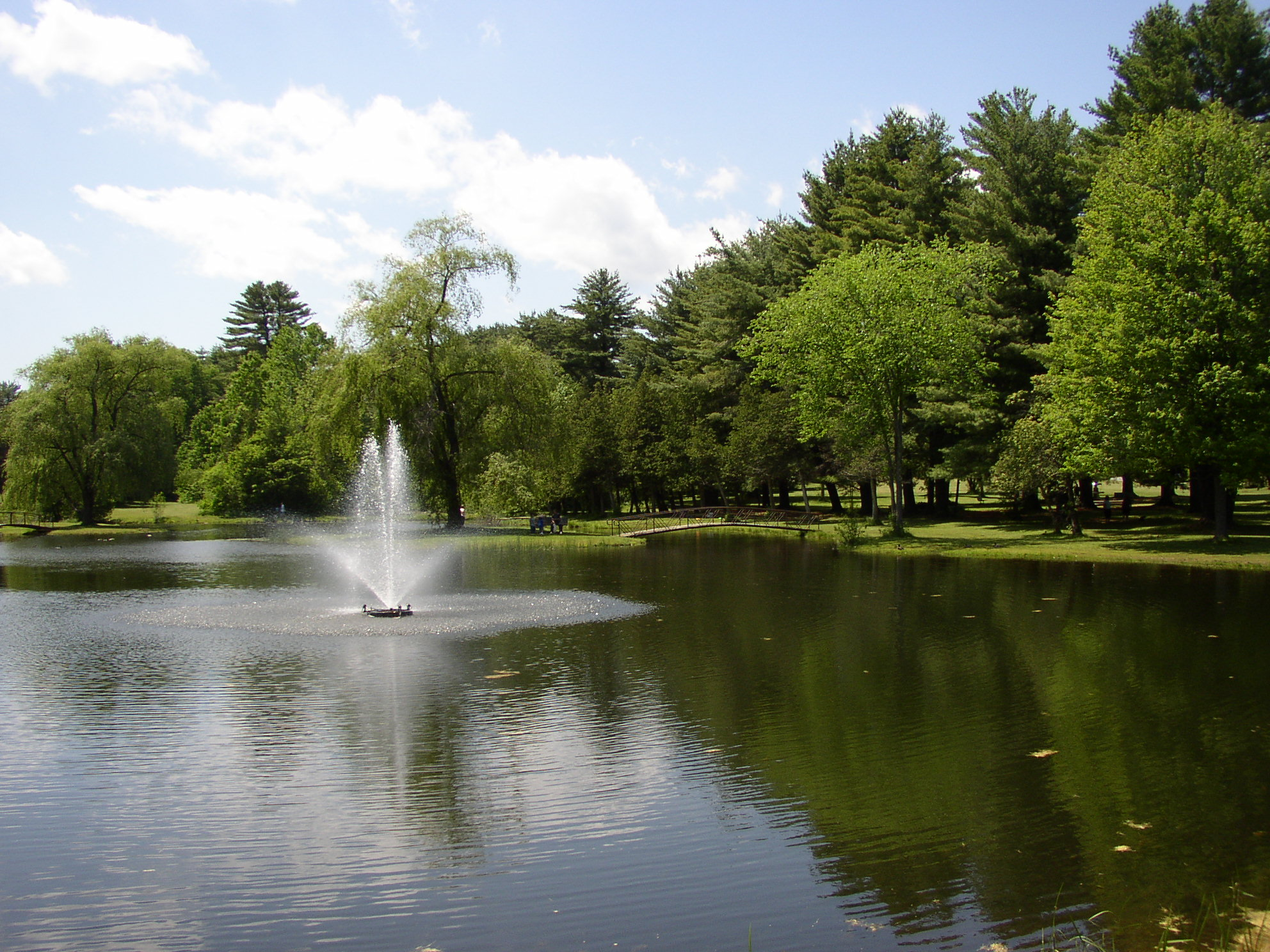
克兰多尔公园

格倫斯瀑布有两座公共公园，市公园和克兰多尔公园。市公园为城市的商业区提供绿地，里面有公共图书馆。克兰多尔公园由一座低地池塘、战争纪念碑和休闲设施组成，它位于城市的北部，昆斯伯里的边境上。
格倫斯瀑布市民中心1979年开设，举办体育和娱乐节目，位于格倫斯瀑布市中心。它包括一个举办体育比赛、音乐会、家庭活动、舞蹈、戏剧和贸易展览以及宴会的竞技场。竞技场有4806个座位，面对一个冰球/篮球式的竞技场。在举办音乐会或其它活动时里面可以容纳7800人。2017年这个设施被改名为库尔保险竞技场。
东体育场位于城市东部，是参加纽约高校联赛的格倫斯瀑布金鹰的主场地。半专业美式足球队绿衣是美国第二老的美式足球队，设立于1928年，也使用它作为主场地。此外格倫斯瀑布高校印第安人的主场地也在这里。
格倫斯瀑布网球和游泳俱乐部是一个私人俱乐部，从1965年开始提供休闲和比赛网球运动。它位于城市的东部，昆斯伯里境内。

## 交通
昆斯伯里有一小型机场提供小型机和包机服务。奥尔巴尼国际机场位于格倫斯瀑布以南40英里的科隆尼，提供大型空运服务。
格倫斯瀑布交通系统为城市和周边地区提供公共汽车服务。此外它还提供去往乔治湖的季节性汽车服务。格倫斯瀑布也有长途公车服务。
美铁在爱德华堡提供国家级铁路服务。每天从蒙特利尔去往纽约以及从拉特蘭市去往纽约的快车在那里停车。
纽约州87號州際公路绕过格倫斯瀑布并在这里有三个出口。
9号美国国道从南进入格倫斯瀑布，跨越哈德逊河，通过中心商业区向北通往昆斯伯里。
32号纽约州州道与9号美国国道一起从南部进入格倫斯瀑布，然后与9号国道分开，装向东，并在东部的工业区离开市区，链接比邻的哈德逊福尔斯和爱德华堡。卡车可以绕过市区内的路段。
9L号纽约州道从9号国道和32号州道分开的地方开始向东北通往昆斯伯里。
格倫斯瀑布的街道布局是放射式的，这个布局源于殖民时期。

## 学校和教育
格倫斯瀑布属于两个学区，这两个学区都与市政府无关。其中大部分市区属于格倫斯瀑布市学区也包括部分昆斯伯里的地区。
格倫斯瀑布市学区操作格倫斯瀑布高校、一个中学和四个小学。
所有这些学校的体育队都携带“印第安人”这个名字。男子篮球队于2003年和2007年达到州决赛，棒球队在2000年和2001年获得冠军，1999年和2006年进入决赛。男子冰球队获得1990年和1991年州冠军，2000年达到决赛，1989年、2001年、2003年、2004年和2005年进入半决赛。橄榄球队于1993年达到半决赛。
格倫斯瀑布普通学区操作一座小学。市内还有一座教区学校。

## 市政府

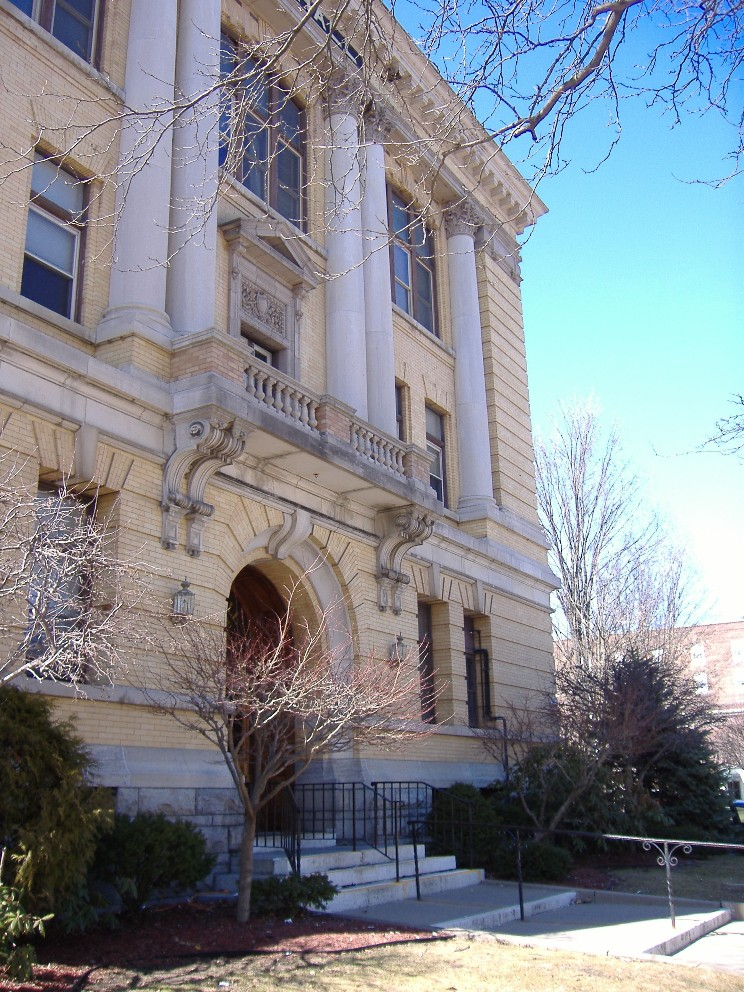
格倫斯瀑布市政厅

从1908年格倫斯瀑布被提升为城市以来它的市长始终很有权力。目前的市议会有六名成员：一名是由全市选举而出的，其它五名则是由市区选出的。这五名市区监督官在市政府内没有任何责任，但是拥有市议会成员的权益。
市政府的部门包括：墓地、社群、防火、警察、公务、购买、休闲、检查、公共服务、人物、上下水和建筑。

## 宗教
虽然格伦斯福尔斯是贵格会建立的，但是此后不久其它新教教会的人就来到当地。今天市内有众多不同宗教活动。

## 地区性活动
- 阿第倫達克热气球节
- 阿第倫達克牛仔竞技
- 下阿第倫達克地区艺术节
- 北国微酿酒厂节
- 尝味北国
- 第三个周四格倫斯瀑布艺术节

## 名人
- 约瑟夫·布鲁诺，政治家，前纽约州议会多数党领袖，出生于格倫斯瀑布
- 布朗德肖·格兰德尔，画家，出生于格倫斯瀑布
- 道格拉斯·克罗克韦尔，艺术家和电影制作人，1933年迁居到格倫斯瀑布
- 约翰·埃尔登·迪克斯，第41任纽约州州长，出生于格倫斯瀑布[55]
- 吉姆·達根，职业摔跤手，格倫斯瀑布人[56]
- 沃伦·安格斯·费里斯，美国西部勘察员，早期测量达拉斯的人
- 乔治·费奇，威斯康辛议会议员
- 吉默·弗雷戴特，篮球运动员，格倫斯瀑布人
- 费里斯·格林斯列，作家，出生于格倫斯瀑布
- 卡莱尔·哈里斯，凶手
- 查尔斯·埃文斯·休斯，纽约州州长，出生于格倫斯瀑布[57]
- 戴夫·拉波因特，前棒球运动员，毕业于格倫斯瀑布高等学院[58]
- 彼得·马霍夫利奇，前冰球运动员，住在格倫斯瀑布[59]
- 洛丽·摩尔，短篇小说作家[60]
- 杰拉尔德·所罗门，政治家[61]

## 友好城市
- – 日本佐賀市